# Evangelische Hochschule Freiburg
Die Evangelische Hochschule Freiburg (EH Freiburg) ist eine staatlich anerkannte Hochschule in kirchlicher Trägerschaft mit Sitz in Freiburg-Weingarten. Sie ist Gründungsmitglied im 2022 errichteten Promotionsverband der Hochschulen für angewandte Wissenschaften Baden-Württemberg. Träger der Hochschule ist die Evangelische Landeskirche in Baden. Seit dem 1. Januar 2015 ist Renate Kirchhoff die Rektorin der Hochschule.
Das Kernstudienangebot der EH Freiburg bilden die Bachelor- und Masterstudiengänge Soziale Arbeit, Religionspädagogik und Gemeindediakonie sowie Kindheitspädagogik / Bildung und Erziehung im Kindesalter. Neu ist seit 2024 der Bachelorstudiengang Kipäd plus, der internationalen Akademikern den Zugang zum deutschen Arbeitsmarkt möglich macht. Seit 2022 gibt es den konsekutiven Masterstudiengang Friedenspädagogik / Peace Education, maßgeblich entwickelt durch das Friedensinstitut Freiburg der Evangelischen Hochschule. Zudem bietet sie weiterbildende Masterstudiengänge zu Sozialmanagement sowie zu Supervision und Coaching an.
Mitte August 2022 hat die Hochschule – nach zweijähriger Sanierung – das nach modernsten technischen und pädagogischen Standards generalsanierte Hauptgebäude wiedereröffnet. Auf dem Campus in Freiburg-Weingarten wurde im Frühjahr 2023 ein neues Studierendenwohnheim des Studierendenwerks Freiburg eröffnet.

## Geschichte

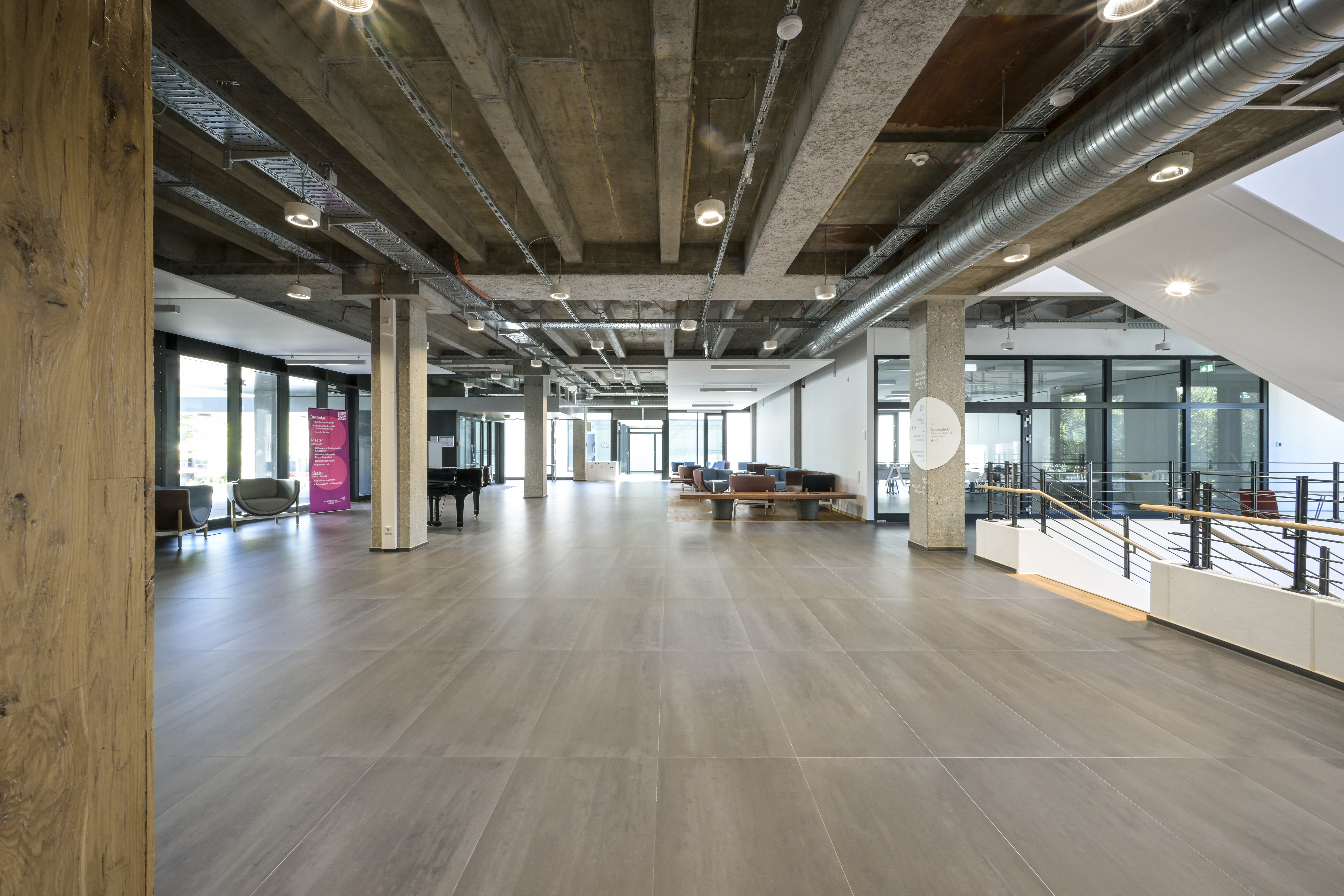
Evangelische Hochschule Freiburg

Durch die Frauenbewegung, die das Ziel einer geschlechtsgemäßen beruflichen Ausbildung im wohlfahrtspflegerischen Bereich verfolgte, entstanden in Deutschland zwischen der Jahrhundertwende und dem Anfang der 1920er-Jahre Soziale Frauenschulen. Weitere Motivation zu deren Entstehung lieferte die Not des Ersten Weltkriegs, von der besonders Frauen betroffen waren, die durch qualifizierte weibliche Kräfte unterstützt werden sollten.
In Freiburg trieb Marie Luise Marschall von Bieberstein, die Witwe des Politikers Adolf Marschall von Bieberstein, als Gründerin des „Evangelischen Frauenverbands für Innere Mission in Baden“ die Einrichtung einer solchen Bildungseinrichtung voran. Am 16. Juli 1918 fand die erste konstituierende Sitzung des Arbeitsausschusses (heutiges Kuratorium) statt. Am 1. Oktober 1918 wurde der Lehrbetrieb unter dem Namen Evangelische Frauenberufsschule für kirchliche und soziale Arbeit mit zwölf Schülerinnen aufgenommen. Ein Jahr später entstand mit der Sozialpolitischen Frauenschule Freiburgs ebenfalls eine der beiden Vorgängerschulen, aus denen später die Katholische Hochschule Freiburg hervorgehen sollte.
Die Evangelische Frauenberufsschule für kirchliche und soziale Arbeit wurde indes 1921 staatlich anerkannt und änderte ihren Namen in „Evangelisch-Soziale Frauenschule“. Nach Rektorin Lina Mayer-Kulenkampff führte Julie Schenck (* 1895) ab 1923 die Schule. Diese zog 1926 in die Goethestraße 2, die bald um ein Internat erweitert wurde. Zum Schutz vor der Gleichschaltung durch den NS-Staat übernahm die Evangelische Landeskirche in Baden 1934 die Trägerschaft. 1945 wurde der Lehrbetrieb kurzfristig nach Konstanz evakuiert und setzte den Unterricht später in der Goethestraße fort.
Schenck führte die Schule bis zu ihrem Tod im Juni 1955 nach schwerer Krankheit. Im selben Jahr gab es eine erneute Namensänderung in „Evangelisches Seminar für Wohlfahrtspflege und Gemeindedienst“. Ab 1956 wurden auch Männer zugelassen. 1957 wurde ein Neubau an der Ecke Goethe-/Kronenstraße bezogen. Von 1968 bis 1971 trug die Institution den Namen „Höhere Fachschule der Evangelischen Landeskirche in Baden“. Im Zuge einer Änderung des Hochschulrahmengesetzes 1971 wurde daraus die Evangelische Fachhochschule für Sozialwesen, Religionspädagogik und Gemeindediakonie. 1975 wurde im Westen von Freiburg in unmittelbarer Nähe des sozialen Brennpunkt-Stadtteils Weingarten ein Neubau des Architekten Fritz Eberhard bezogen. Die alten Räumlichkeiten wurden aufgegeben.

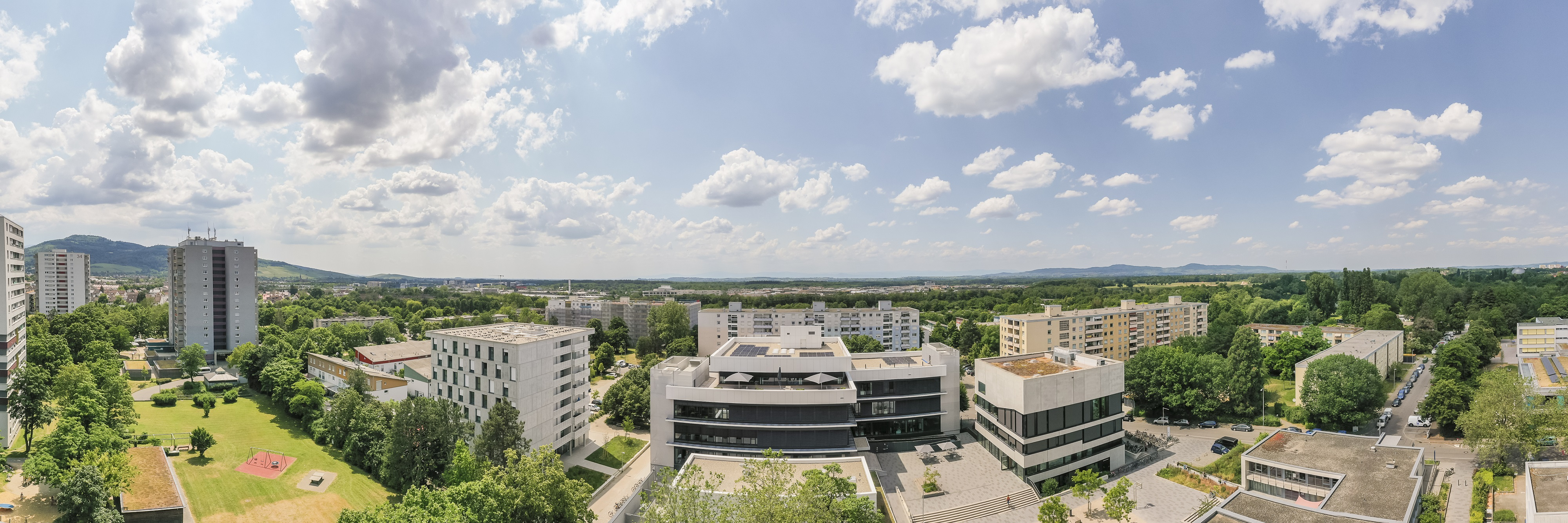
Campus von oben mit Studierendenwohnhaus (SWFR)

Da das für 500 Studierende konzipierte Gebäude, gebaut und bezogen in den 1970er Jahren, zu klein geworden war, wurde die Hochschule von der Evangelischen Landeskirche durch ein neues Gebäude erweitert. Die Grundsteinlegung fand am 8. Mai 2013 statt. Gebaut wurde nach einem Entwurf des Architekturbüros Lamott & Lamott aus Stuttgart. Die Baukosten des im Oktober 2014 eröffneten Neubaus von 7,4 Millionen Euro wurden vollständig von der Evangelischen Landeskirche in Baden getragen. Durch die Erweiterung bietet die Evangelische Hochschule Platz für etwa 1.000 Studenten, für die Forschungsinstitute und vor allem auch für große Fachtagungen.
Der Deutsche Wissenschaftsrat beschloss 2014 die institutionelle Reakkreditierung für den Maximalzeitraum von zehn Jahren. Besonders positiv würdigte der Wissenschaftsrat das „überzeugende Studienangebot und die starke Forschungsorientierung der Hochschule“.

### Rektorat
Mit dem Amt des Rektors bzw. der Rektorin wurden betraut:
- 1972 Walter Dennig
- 1984 Hans Ulrich Nübel
- 1992 Joachim Walter
- 2002 Christoph Schneider-Harpprecht
- 2007 Reiner Marquard
- 2015 Renate Kirchhoff

## Studiengänge

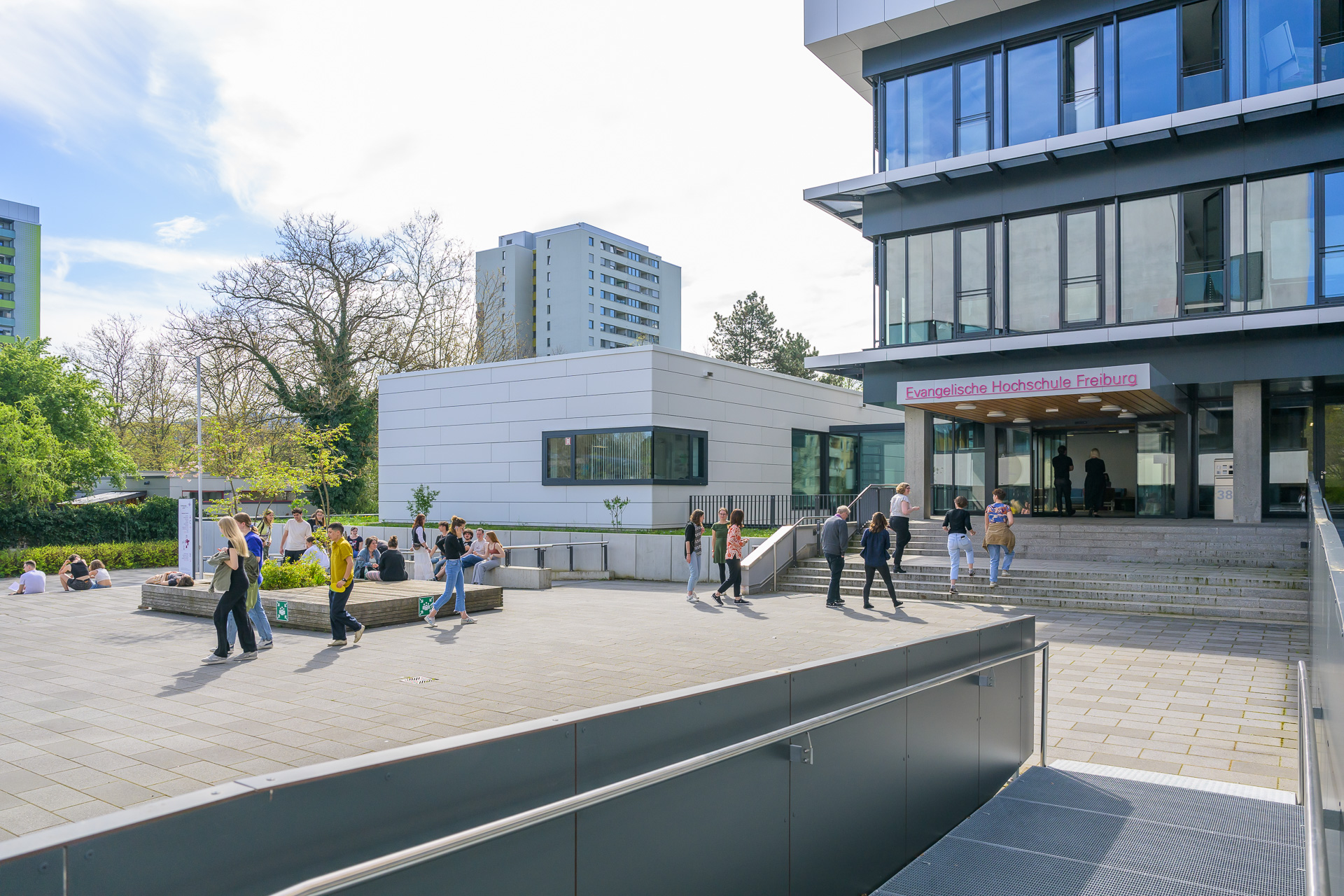
Eingangsbereich der EH Freiburg seit 2022

Zum Wintersemester 2005/2006 wurden sämtliche Studiengänge im Zuge des Bologna-Prozesses auf Bachelor- und Masterstudiengänge umgestellt. Im Juli 2005 hat der Ministerrat des Landes Baden-Württemberg die staatliche Anerkennung für die beantragten Studiengänge der EH Freiburg ausgesprochen.
Folgende Bachelorstudiengänge werden angeboten:
- Soziale Arbeit
- Religionspädagogik und Gemeindediakonie
- Kindheitspädagogik
- Kipäd plus – Studienangebot für internationale Akademiker

Diese Masterstudiengänge gibt es:
- Soziale Arbeit (konsekutiv, forschungsorientiert)
- Bildung und Erziehung im Kindesalter (konsekutiv)
- Religionspädagogik (konsekutiv)
- Friedenspädagogik / Peace Education (konsekutiv)
- Sozialmanagement (weiterbildend)
- Supervision und Coaching (weiterbildend)

Der Studienbeitrag beträgt 280 € pro Semester für Bachelor-Studiengänge und
500 € pro Semester für konsekutive Master-Studiengänge.

## Third Mission
Die dritte Säule der Evangelischen Hochschule, neben den Kernaufgaben Lehre und Forschung, ist Third Mission. Dies ist für sie als HAW – Hochschule für Angewandte Wissenschaften besonders wichtig: Einerseits liegt dies an ihrem Selbstverständnis, einen relevanten Beitrag zur Veränderung von Gesellschaft leisten zu wollen, und andererseits an ihrem Verständnis als SAGE-Hochschule. SAGE steht für Soziale Arbeit, Gesundheit, Erziehung und Bildung sowie Angewandte Theologie. Die drei Bereiche von Third Mission sind Transfer von Forschung und Wissen, gesellschaftliches Engagement sowie Wissenschaftliche Weiterbildung.

## Wissenschaftliche Weiterbildung
Die Weiterbildungsangebote richten sich vorrangig an Berufstätige. Hierzu gehören die weiterbildenden Masterstudiengänge Sozialmanagement (Master of Arts) sowie Supervision und Coaching (Master of Arts), die Friedenspolitischen Hochschulgespräche des Friedensinstituts Freiburg, Weiterbildungsangebote der Kindheitspädagogik – wie zum Beispiel des Frühpädagogik Netzwerk QuiKK, die Multiplikatorenschulung „Ressourcenorientierte Begegnung mit herausfordernd erlebtem Verhalten (HeVeKi)“, Kita-Profil Sprache, die Interreligiöse Weiterbildung Seelsorge im Justizvollzug, Weiterbildungen durch den Prädikantendienst der Evangelischen Landeskirche in Baden an der EH Freiburg, die Weiterbildung Palliativ Care Pädiatrie, die zugleich Zusatzqualifikation für Studierende ist, zudem Fachtage, Ringvorlesungen und Freiburger Wissenschaftsgespräche.

## Organe
Das Rektorat und der Senat sind die Organe der Hochschule gem. § 12 RVO Verfassung EH Freiburg vom 24. Juli 2013. Das kollegiale Rektorat leitet die Hochschule. Dem Rektorat gehören an: 1. der Rektor, 2. zwei Prorektoren und der Kanzler. Der Senat entscheidet in Angelegenheiten von Lehre, Studium, Weiterbildung und Forschung, die von grundsätzlicher Bedeutung und nicht zur abschließenden Entscheidung dem Rektorat oder einem seiner Mitglieder, den Fachbereichen oder den Hochschuleinrichtungen übertragen sind.
Ein weiteres Gremium der Hochschule ist das Kuratorium, welchem die Aufsicht über die Hochschule obliegt – übertragen von dem Evangelischen Oberkirchenrat der Evangelischen Landeskirche in Baden.

## Kirchliche Trägerschaft
Kirchliche Trägerschaft bedeutet, dass die Hochschule in spezifischer Weise den Auftrag der Evangelischen Landeskirche in Baden wahrnimmt, zur sozialen Bildung und Sozialgestaltung beizutragen. Daraus ergibt sich für Lehre, Forschung und Weiterbildung ein besonderer Stellenwert der Reflexion in Anthropologie und Ethik und des interdisziplinären Dialogs im Bereich der Human- und Gesellschaftswissenschaften. Die Theologie und Religionswissenschaft werden darin als gleichberechtigte Partner einbezogen. Die evangelische Trägerschaft verpflichtet zu Weltoffenheit und Toleranz in Forschung, Lehre und Weiterbildung. Nach § 3 (1) des Kirchlichen Gesetzes über Fachhochschule der Evangelischen Landeskirche in Baden vom 23. Oktober 2003 gilt: „Die Fachhochschule ist in Lehre und Forschung frei; sie ist dabei an den kirchlichen Auftrag und das staatliche und kirchliche Recht gebunden.“

## Forschung
Seit 2022 gibt es das Institut für Angewandte Forschung (IAF) an der Hochschule, zu dem das Zentrum für Kinder- und Jugendforschung gehört (ZfKJ). Auf der HRK-Forschungslandkarte ist die Hochschule mit zwei Forschungsfeldern, der Geschlechterforschung und der Kindheitspädagogik, vertreten. Forschung wird darüber hinaus schwerpunktmäßig zu den Themen Migration und Rassismus, Friedensforschung – insbesondere durch das Friedensinstitut, Gesundheit sowie Versorgungsforschung realisiert.
In dem 1985 gegründeten Forschungs- und Innovationsverbund an der Evangelischen Hochschule Freiburg (FIVE) befinden sich drei Forschungsinstitute:
- AGP – Institut für angewandte Sozialforschung – Arbeit. Gesellschaft. Partizipation
- SoFFI F. – Sozialwissenschaftliches Forschungsinstitut zu Geschlechterfragen Freiburg
- zze – Zentrum für zivilgesellschaftliche Entwicklung

FIVE ist ein strukturell mit der EH Freiburg verzahnter, eingetragener und gemeinnütziger Verein. Im Eigenverlag von FIVE, dem FEL-Verlag, werden Forschungs- und Projektberichte veröffentlicht.

## Anbindung
Die Evangelische Hochschule befindet sich an der Haltestelle Bugginger Straße der Straßenbahnlinie 3. Für den Radverkehr führt der FR 5 von Innenstadt über den Stühlinger, Betzenhausen und den Dietenbachpark an der Evangelischen Hochschule vorbei. Die Station Bugginger Straße des Fahrradverleihsystems Frelo befindet sich direkt am Gebäude.